# فالتر هازنكليفر
فالتر هازنكليفر Walter Hasenclever (ولد في 8 يوليو 1890 في آخن - ومات في 21 يونيو 1940 منتحرا في فرنسا) هو أديب تعبيري ألماني.

## حياته
درس هازنكليفر الحقوق في أوكسفورد ثم في لوزان. نما اهتمامه بالأدب والفلسفة أثناء دراسته في لايبزج بين عامي 1909 و 1914. ونشر في عام 1910 أولى مجموعاته الشعرية بعنوان مدن وليال وبشر Städte, Nächte und Menschen. وفي عام 1914 حقق نجاحا كبيرا بمسرحيته الابن Der Sohn ، وهي أول عمل كبير في المسرح التعبيري.
وعندما اندلعت الحرب كان متحمسا لها فتطوع للخدمة العسكرية، لكن ذلك الحماس سرعان ما انقلب إلى رفض للحرب. فقد أدت به الحرب إلى معاناة نفسية حادة ففصل من الخدمة في عام 1917. وحصل في نفس العام على جائزة كلايست عن معالجته الشغوفة لمادة مسرحية أنتجونه Antigone للكاتب الإغريقي سوفوكليس.
وفي عام 1924 تعرف على كورت توخولسكي. وفي عام 1926 حقق نجاحا كبيرا حين نشر مسرحيته الهزلية سيد أفضل Ein besserer Herr وفي عام 1928 مسرحيته الهزلية الزيجات تعقد في السماء Ehen wurden im Himmel geschlossen. وبعد استيلاء النازيين على السلطة حظرت أعماله واستبعدت من المكتبات بعد إحراق الكتب Bücherverbrennung. فذهب هاونكليفر إلى المنفى في نيتسا Nizza وتزوج هناك إديت شيفر. واعتقل أثناء الحرب العالمية الثانية في فرنسا باعتباره «أجنبي معاد». وبعد هزيمة فرنسا أقدم وهو في المعتقل على الانتحار في ليلة 21 يونيو 1940 بجرعة زائدة من الفيرونال Veronal، خوفا من الوقوع في أيدي النازيين.
وقد أنشأت في عام 1996 تكريما لذكراه جائزة أدبية باسمة هي جائزة فالتر هازنكليفر الأدبية Walter-Hasenclever-Literaturpreis.

## من أعماله
- نيرفانا .. نقد للحياة في شكل مسرحي 1909
- مدن وليال وبشر (قصائد 1910)
- الشاب (قصائد 1913)
- المنقذ (مسرحية شعرية 1916)
- الابن (مسرحية 1914)
- الموت والبعث (قصائد 1917)
- أنتيجونه (مسرحية تراجيدية 1917)
- البشر (مسرحية 1918)
- القرار (مسرحية هزلية 1919)
- الشاعر السياسي (قصائد ونثر 1919)
- الطاعون (فيلم 1920 وهو أول نص سينمائي ينشر في كتاب)
- الآخرة (مسرحية 1920)
- قصائد إلى النساء 1922
- جوبزيك (مسرحية 1922)
- جريمة قتل (مسرحية 1926)
- سيد أفضل (مسرحية هزلية 1926)

## روابط خارجية
- فالتر هازنكليفر على موقع IMDb (الإنجليزية)
- فالتر هازنكليفر على موقع الموسوعة البريطانية (الإنجليزية)
- فالتر هازنكليفر على موقع مونزينجر (الألمانية)
- فالتر هازنكليفر على موقع ألو سيني (الفرنسية)
- فالتر هازنكليفر على موقع أول موفي (الإنجليزية)
- فالتر هازنكليفر على موقع قاعدة بيانات برودواي على الإنترنت (الإنجليزية)
- فالتر هازنكليفر على موقع قاعدة بيانات الأفلام السويدية (السويدية)
- فالتر هازنكليفر على موقع قاعدة بيانات الفيلم (الإنجليزية)